# 長船秀光

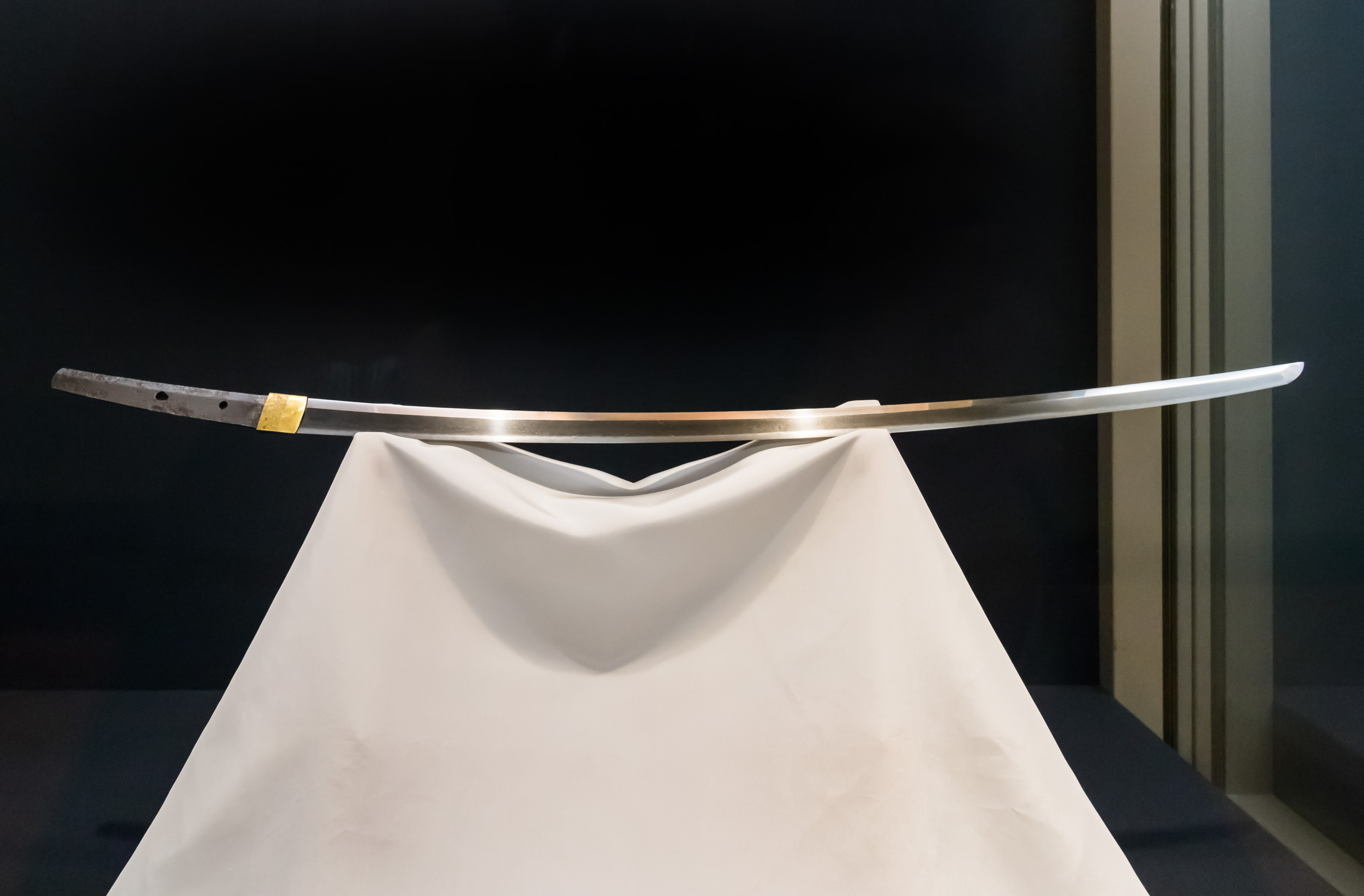
太刀。銘：備州長船秀光/至徳二二年。南北朝時代（1387）。重要文化財

長船秀光（おさふね ひでみつ）は、備前国の日本刀の刀工で、南北朝時代に活動した初代から、室町時代末期に活動した四代まで同名がいる。
南北朝時代に活動し、最上大業物の二代秀光は長船基光の子とされており、通称「右衛門尉」。作風は相伝備前で、刃文は乱れ刃で、皆焼などもあり華やかな作風を特徴とする。

## 二代秀光の代表作例
重要文化財
- 太刀 銘備州長船秀光 応安二二年十月日（個人蔵）
- 太刀 銘備州長船秀光 康暦二年二月日（根津神社）
- 太刀 銘備州長船秀光 至徳四年（以下不明）（和歌山・若宮八幡宮）